# Buzancy (Aisne)
Buzancy és un municipi francès situat al departament de l'Aisne i a la regió dels Alts de França. L'any 2007 tenia 179 habitants.

## Demografia

### Població
El 2007 la població de fet de Buzancy era de 179 persones. Hi havia 68 famílies de les quals 8 eren unipersonals (8 homes vivint sols), 24 parelles sense fills, 32 parelles amb fills i 4 famílies monoparentals amb fills.
La població ha evolucionat segons el següent gràfic:
Habitants censats

### Habitatges
El 2007 hi havia 71 habitatges, 65 eren l'habitatge principal de la família, 3 eren segones residències i 3 estaven desocupats. Tots els 70 habitatges eren cases. Dels 65 habitatges principals, 57 estaven ocupats pels seus propietaris, 7 estaven llogats i ocupats pels llogaters i 1 estava cedit a títol gratuït; 3 tenien dues cambres, 8 en tenien tres, 19 en tenien quatre i 35 en tenien cinc o més. 46 habitatges disposaven pel capbaix d'una plaça de pàrquing. A 25 habitatges hi havia un automòbil i a 38 n'hi havia dos o més.

### Piràmide de població
La piràmide de població per edats i sexe el 2009 era:
| Homes | Edats   | Dones |
| ----- | ------- | ----- |
| 0     | 95 o +  | 0     |
| 0     | 90 a 94 | 0     |
| 0     | 85 a 89 | 0     |
| 4     | 80 a 84 | 0     |
| 4     | 75 a 79 | 0     |
| 0     | 70 a 74 | 4     |
| 0     | 65 a 69 | 4     |
| 0     | 60 a 64 | 4     |
| 8     | 55 a 59 | 4     |
| 4     | 50 a 54 | 4     |
| 16    | 45 a 49 | 12    |
| 12    | 40 a 44 | 12    |
| 0     | 35 a 39 | 4     |
| 8     | 30 a 34 | 8     |
| 0     | 25 a 29 | 4     |
| 4     | 20 a 24 | 0     |
| 8     | 15 a 19 | 4     |
| 4     | 10 a 14 | 12    |
| 4     | 5 a 9   | 4     |
| 8     | 0 a 4   | 4     |

## Economia
El 2007 la població en edat de treballar era de 135 persones, 92 eren actives i 43 eren inactives. De les 92 persones actives 85 estaven ocupades (47 homes i 38 dones) i 7 estaven aturades (4 homes i 3 dones). De les 43 persones inactives 16 estaven jubilades, 13 estaven estudiant i 14 estaven classificades com a «altres inactius».

### Ingressos
El 2009 a Buzancy hi havia 68 unitats fiscals que integraven 184,5 persones, la mediana anual d'ingressos fiscals per persona era de 22.487 €.

### Activitats econòmiques
Dels 7 establiments que hi havia el 2007, 3 eren d'empreses de construcció, 1 d'una empresa immobiliària, 2 d'empreses de serveis i 1 d'una entitat de l'administració pública.
Dels 3 establiments de servei als particulars que hi havia el 2009, 1 era una fusteria i 2 empreses de construcció.

## Poblacions més properes
El següent diagrama mostra les poblacions més properes.